# Zone de protection paysagère du Zselic
La Zone de protection paysagère du Zselic (hongrois : Zselici Tájvédelmi Körzet, prononcé [ˈʒɛlitsi ˈtaːjveːdɛlmi ˈkøɾzɛt]) est une aire protégée située dans les comitats de Somogy et Baranya, entre Pécs et Kaposvár, et dont le périmètre est géré par le parc national Duna-Dráva. Celui-ci comprend une partie des collines de Transdanubie, au cœur du massif du Zselic.